# Valentino Gallo
Valentino Gallo (Siracusa, 17 de julho de 1985) é um jogador de polo aquático italiano, medalhista olímpico.

## Carreira

### Jogos Olímpicos
Gallo fez parte do elenco vice-campeão olímpico pela Itália em Londres 2012. Quatro anos depois integrou a equipe medalha de bronze nos Jogos do Rio de Janeiro.